# Солсбери (Мэриленд)
Со́лсбери (англ. Salisbury) — город-порт в США, штат Мэриленд, административный центр округа Уайкомико. 8-й по количеству жителей в штате.

## Описание
Солсбери является крупнейшим городом Восточного Мэриленда (англ. Eastern Shore of Maryland) и коммерческим центром полуострова Делмарва, за что носит официальное прозвище «Перекрёсток Делмарвы». Стоит на реке Уайкомико (Wicomico River), примерно в 20 километрах (по прямой) от впадения её в Чесапикский залив. Через город проходят крупные федеральные автомагистрали US 13 (более конкретно — англ. U.S. Route 13 in Maryland) и  US 50 (более конкретно — англ. U.S. Route 50 in Maryland). В семи километрах от центра города расположен аэропорт англ. Salisbury-Ocean City Wicomico Regional Airport.
У города есть три побратима:
- Великобритания — Солсбери
- Эстония — Тарту
- Китай — Далянь[1]

В 2010 году Солсбери получил награду англ. All-America City Award.

## Достопримечательности
- Солсберийский университет (англ. Salisbury University)
  - Дендрарий Солсберийского университета (англ. Salisbury University Arboretum)
- Солсберийский зоопарк (англ. Salisbury Zoo)
- Стадион Артура Пердю (англ. Arthur W. Perdue Stadium)
- Особняк Поплар-Хилл (англ. Poplar Hill Mansion)
- Ежемесячно каждую вторую среду в городе проходит велосипедная акция «Критическая масса»
- Ежегодно каждый октябрь в городе проводится Винный фестиваль[3]

## Демография
Население
- 2000 год — 23 743 жителя
- 2010 — 30 343

Расовый состав
- белые — 60,7%
- афроамериканцы — 32,3%
- коренные американцы — 0,2%
- азиаты — 3,2%
- другие расы — 1,5%
- две и более расы — 2,1%
- латиноамериканцы (любой расы) — 3,4%

## Известные горожане

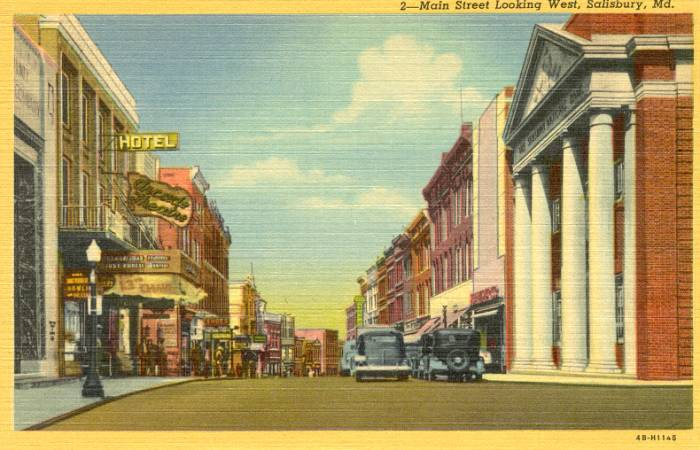
Центральная улица Солсбери на почтовой открытке 1930-х

- Алексис Денисоф (род. 1966) — киноактёр. Родился в городе и жил в нём до 1969 года.
- Джессика Ли Роуз (род. 1987) — киноактриса. Родилась в городе и жила там до 1995 года.
- Джон Гловер (род. 1944) — киноактёр. Вырос в городе.
- Линда Хэмилтон (род. 1956) — киноактриса. Родилась в городе и жила в нём до 1972 года.
- Пол Сарбейнз (род. 1933) — политик. Родился в городе и жил в нём до 1951 года.